# Divorce at High Noon
Divorce at High Noon – jedyny album studyjny szkockiego zespołu The Karelia. Został nagrany w sierpniu 1996 i wydany w 1997 roku przez wytwórnię Roadrunner Records.

## Lista utworów
1. "Divorce at High Noon" - 3:54
2. "Love's a Cliché" - 3:32
3. "Say Try" - 3:06
4. "To His Coy Dietress" - 2:54
5. "Life in a Barrat Garret" - 3:31
6. "Crazy Irritation" - 2:36
7. "Remorse at High Noon" - 1:31
8. "Dancing Along to Nekrotaphion" - 3:41
9. "The Devil Rides Hyndland" - 0:50
10. "The Infinite Duration" - 2:54
11. "Nostalgia" - 4:09
12. "Tension" - 3:45
13. "Bleach Yours" - 1:51
14. "Exaggeration" - 3:46
15. "Garavurghty Butes" - 10.13

## Reedycje
W związku z popularnością zespołu Franz Ferdinand (obecnej grupy założyciela The Karelia) w 2004 i 2008 roku wydano reedycje albumu (reklamowane hasłem "Rare recordings by Alex Kapranos of Franz Ferdinand"). Jako dodatki pojawiły się na nich utwory "Divorce at High Noon" w języku francuskim, singlowa wersja "Love's a Cliché" oraz teledysk do tego ostatniego.